# Jóga
Jóga è una canzone della cantante islandese Björk inclusa nell'album Homogenic. La canzone è stata il primo singolo tratto da questo album.

## Descrizione
La canzone è stata dedicata dalla cantante alla sua più cara amica, il cui nomignolo è appunto Jóga.
In occasione del Björk Orkestral, serie di concerti del 2021 in cui ha celebrato la sua carriera, Björk ha affermato sulla canzone:
A livello musicale, il brano si distingue per le sonorità industrial miste a quelle orchestrali.

## Video musicale
Il video di questa canzone è diretto da Michel Gondry ed è stato girato in Islanda. Questo video si differenzia da tutti gli altri, perché è focalizzato sui diversi aspetti territoriali dell'Islanda e la cantante compare solo all'inizio e alla fine del video. Con l'aiuto dell'animazione computerizzata, alcuni terremoti iniziano a frantumare l'isola e dividerla secondo le faglie. Il video termina con l'immagine di un'isola che fluttua nel petto di Björk.

## Tracce

### CD1
1. Jóga (Howie B Main Mix) – 5:00
2. Jóga (String and Vocal Mix) – 4:40
3. Jóga (Buzz Water Mix) – 5:06
4. All Is Full of Love (Choice Mix) – 4:35

### CD2
1. Jóga – 5:00
2. Sod Off – 4:40
3. Immature (Björk's Version) – 2:51
4. So Broken – 5:59

### CD3
1. Jóga – 5:06
2. Jóga (Alec Empire Mix) – 8:44
3. Jóga (Alec Empire Digital Hardcore Mix 1) – 6:06
4. Jóga (Alec Empire Digital Hardcore Mix 2) – 6:06

## Classifiche
| Paese            | Posizione più alta |
| ---------------- | ------------------ |
| Belgio (Fiandre) | 13                 |
| Finlandia        | 16                 |
| Nuova Zelanda    | 43                 |
| Paesi Bassi      | 95                 |
| Svezia           | 37                 |
| Svizzera         | 49                 |